# Axel Wallenberg (industrimagnat)
Axel Fingal Wallenberg, född 13 september 1874 i Skeppsholms församling, Stockholms stad, död där 15 november 1963 i Engelbrekts församling, Stockholms stad, var en svensk industrimagnat och diplomat. Han var son till André Oscar Wallenberg och Anna von Sydow, halvbror till Knut Wallenberg och bror till Gustaf, Marcus och Oscar. Han var dessutom far till teatermannen Gustaf Wally och svärfar till Ragnar Söderberg. Han var gift med tennisspelaren Elsa Wallenberg. 

## Biografi

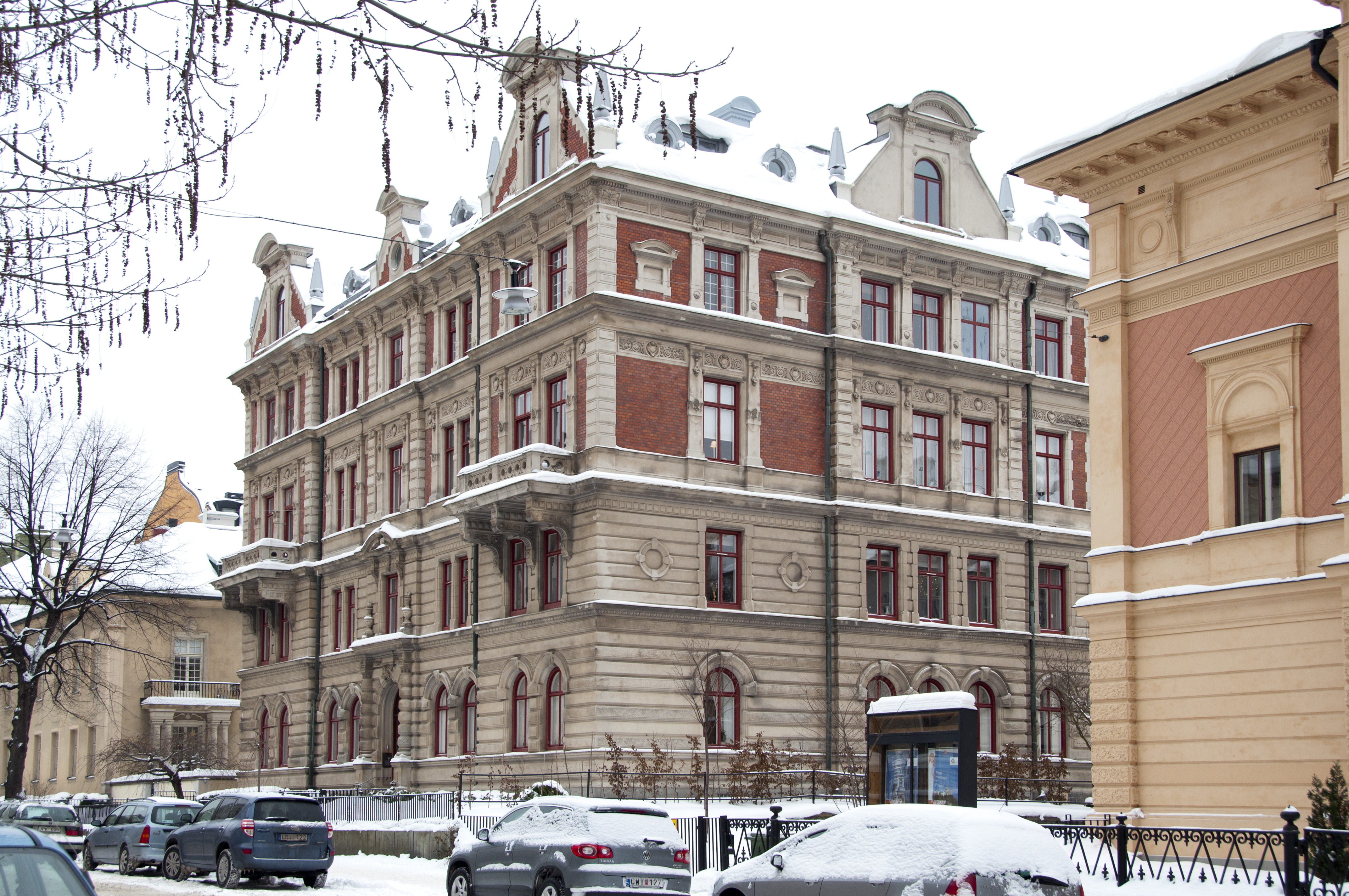
Wallenbergska huset på Villagatan 4.

Wallenberg blev 1895 underlöjtnant och 1900 löjtnant vid Skånska husarregementet, övergick 1908 i reserven och befordrades 1910 till ryttmästare. Efter avskedet ur aktiv militärtjänst ägnade sig Wallenberg åt trävaru- och cellulosaindustrierna, särskilt som verkställande direktör i Baltiska trävaruaktiebolaget 1908–1916 och i Wifstavarfs aktiebolag 1916–1921. 
Wallenberg var 1921–1926 Sveriges envoyé i Washington. Som sådan befordrade han kraftigt svenska intressen i Förenta staterna samt medverkade till det växande utbytet mellan Sverige och den amerikanska kontinenten. Wallenberg var styrelseledamot i Stockholms Enskilda Bank och byggde upp ett eget industriimperium. Han var bland annat stor ägare i skogsföretaget Kopparfors, Arbrå Kraftverk och grundade rederiet Väring. Wallenberg var också engagerad inom den svenska tennissporten och var med om att bilda Stockholms Skridskoseglarklubb.

## Utmärkelser
- Kommendör med stora korset av Nordstjärneorden, 6 juni 1951.[5]